# Velidjân

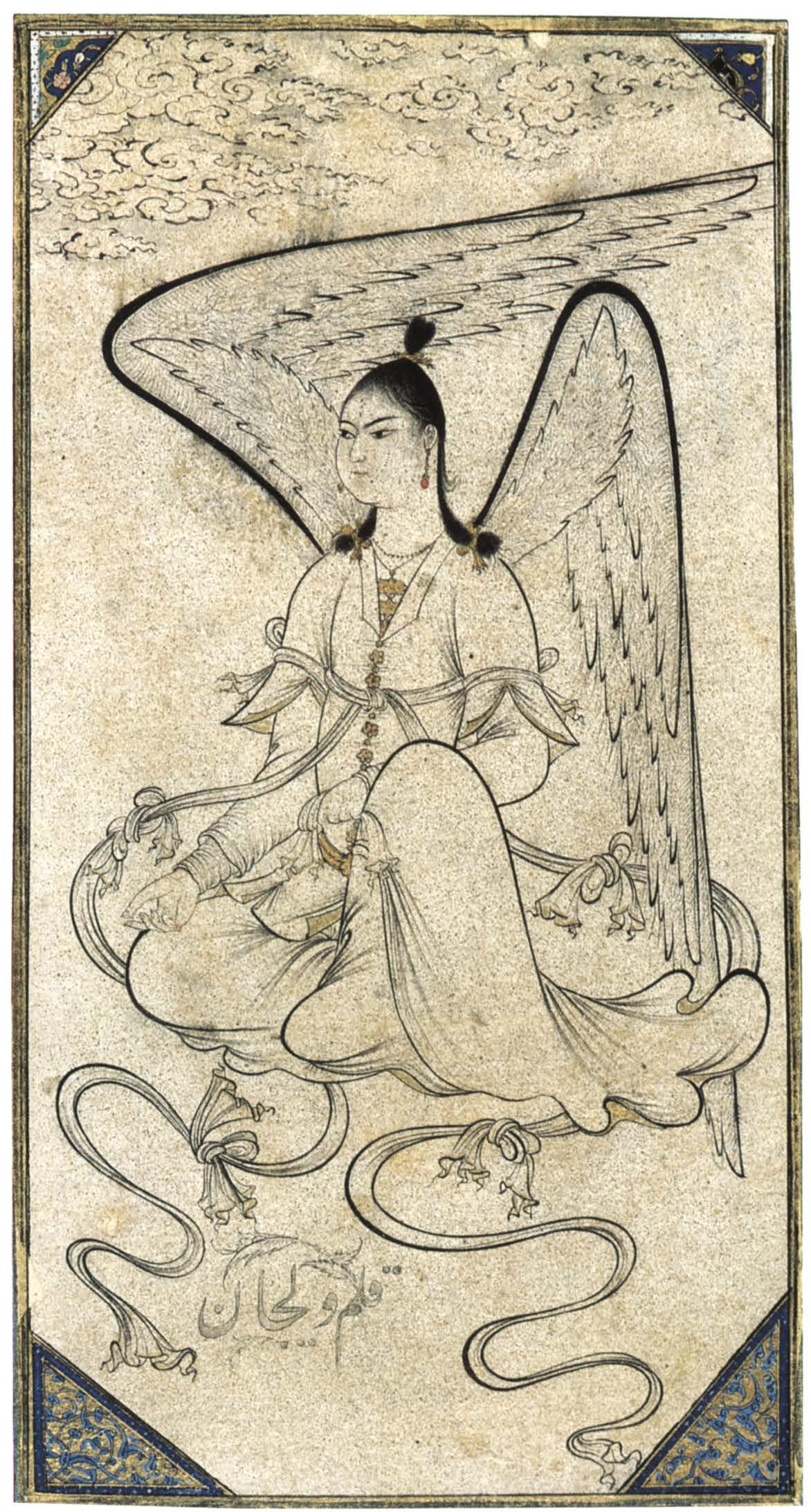
Péri assis. Miniature d'un album (muraqqa) de la bibliothèque du palais de Topkapı, H. 2162, fol. 8v

Velidjân (forme persane : Vali Jan ) (fl. c. 1580 à c. 1600) est un peintre ottoman connu pour ses œuvres de style saz.

## Biographie
Né à Tabriz, selon Mustafa Ali, il a étudié auprès de Siyavush et est arrivé à Constantinople vers 1580. Sous Mourad III (1574-1595) le style saz (de saz : « roseau » ; longue feuille plumeuse qui était l'élément de base des compositions) atteint son apogée. Velidjân est le plus important des peintres de la fin du XVIe siècle associés aux albums compilés pour Murad III. Il a travaillé pour le sultan et certaines illustrations de l'album lui attribuées de manière spéculative. À en juger par celle-ci, il s'intéressait principalement aux sujets figuratifs. Le grand nombre d'attributions douteuses à Velidjân avait rendu la définition de son style impossible jusqu'à ce que Denny découvre une minuscule signature cachée sur un dessin d'oiseau et de tête grotesque dans un feuillage (Topkapı Pal. Lib., H. 2836, voir illustration). À partir de ce dessin, il a pu lui attribuer trois autres dessins de manière convaincante (Topkapı Pal. Lib., H. 2147, fol. 23v et H. 2162, fol. 8v (voir illustrations);
Mus. Jacquemart-André, MS. 261). Selon Sheila R. Canby : "Les dentelures arrondies des bords des feuilles et les lignes noires audacieuses qui forment les épines des feuilles placent ces dessins fermement dans le saz [style] . . . . La tête grotesque du dessin signé de Velidjân est cependant clairement empruntée au style de son mentor".
Mustafa Ali[Qui ?] a affirmé que le style de Velidjân n'a pas progressé, malgré les dons  en tant que dessinateur. Son nom apparaît dans les registres de l'atelier du palais pour les années 1595-1596 et 1596-1597 avec un salaire journalier de sept et neuf akçe, une somme médiocre, ce qui confirme l'évaluation de Mustafa Ali. Velidjân est surtout connu pour ses figures d'anges (péri) dans le style de Shah Quli et pour les figures de jeunes hommes dans la tradition de son mentor Siyavush., Son nom est devenu célèbre dans le monde de l'art ottoman et "semble avoir exercé une magie particulière sur la structure des prix sur le marché". Velidjân est le modèle historique du personnage "Olive" dans le roman My Name Is Red d'Orhan Pamuk.
| |
| Dessin ornemental, Istanbul, c. 1580-90 (TSMK H. 2836). Il s'agit de la seule œuvre connue portant la signature authentique de Velidjân, sur une fleur du coin en haut à gauche du dessin. Bibliothèque du Palais de Topkapı |

| |
| Dessin ornemental d'une palmette, provenant d'un album ottoman. Attribué à Velidjân, c. 1580-90 (TSMK H. 2147 f. 23a). Bibliothèque du Palais de Topkapı |

| |
| Le prince et le mendiant, attribué à Velidjân (MET, 45.174.23). Dérivé d'un original de Sultan Mohammed. Metropolitan Museum of Art |

|                                                                                                 |
| Paysage aux jeunes fauconniers, attribué à Velidjân (MET, 45.174.27) Metropolitan Museum of Art |

| |
| Portrait de femme. Miniature ottomane attribuée à Velidjân, ou à un autre artiste de son cercle, c. 1585. Sadberk Hanım Museum |

|                                                                             |
| Femme à la rose. Attribuée à l'école de Velidjân. Detroit Institute of Arts |

|                                                                                              |
| Jeune fauconnier. Dessin dans le style de Velidjân. Turquie, c. 1580 (AKM97) Aga Khan Museum |